# 17563 Цунейосі
17563 Цунейосі (17563 Tsuneyoshi) — астероїд головного поясу, відкритий 5 лютого 1994 року.
Тіссеранів параметр щодо Юпітера — 3,321.
Названо на честь Цунейосі (яп. つねよし(常義) цунейосі).